# София фон Истрия
София фон Истрия (на немски: Sophie von Istrien; * ок. 1088; † 6 септември 1132) от род Ваймар-Орламюнде, е маркграфиня от Истрия и Крайна и чрез женитба графиня на Андекс.

## Произход
София е от кралско потекло, нейната баба по бащина линия е София Унгарска († 1095), дъщеря на крал Бела I от Унгария от династията Арпади. Дъщеря на граф Попо II († 1098), маркграф на Крайна и Истрия, и съпругата му Рихарда фон Спонхайм († ок. 1112/1130), вдовица на Бертхолд I фон Шварценбург († 1090), дъщеря на Енгелберт I фон Спанхайм († 1096), граф в Каринтия, маркграф на Истрия, и съпругата му Хадвиг Билунг Саксонска († 1112). Майка ѝ се омъжва трети път малко преди 1100/сл. 1101 г. за граф Гебхард I фон Дисен, халграф в Райхенхал († 1102).
Тя е по-малка полусестра на Фридрих I фон Шварценбург († 1131), архиепископ на Кьолн (1100 – 1131). Смъртта на брат ѝ маркграф Попо III от Истрия († сл. 1117) позволява сл. 1141 г. да се осигури наследството му в Крайна и Каринтия.
София фон Истрия умира 1132 г. и е погребана в манастир Дисен.

## Фамилия
София фон Истрия се омъжва за граф Бертолд II фон Андекс († 1151), син на граф Арнулф/Арнолд фон Дисен († 1098) и на Гизела фон Швайнфурт. Тя е първата му съпруга. Тя му носи владения югоизточно от Алпите. Те имат децата:
- Попо († 1148)
- Бертхолд III († 1188), граф на Андекс, от 1173 г. маркграф на Истрия и Крайна
- Ото VI († 1196), епископ на Бриксен (1165 – 1170) и епископ на Бамберг (1177 – 1196)
- Гизела († сл. 1150), омъжена за граф Диполд II фон Берг-Шелклинген († 1160/1165)

Нейният съпруг Бертолд II фон Андекс се жени втори път за Кунигунда фон Формбах-Питен († сл. 1152).